# Marovoay
Marovoay ist eine Stadt im Nordwesten von Madagaskar. Sie liegt in der Region Boeny am Unterlauf des Flusses Betsiboka.
Die Stadt ist nicht weit von der Provinzhauptstadt Mahajanga entfernt und von dort aus auf der Straße oder per Schiff erreichbar.
Die Bevölkerung der Stadt gehört zur Volksgruppe der Sakalava. Die Einwohnerzahl betrug 1975 20.253 und 1993 20.910 Personen. Heute rechnet man mit ungefähr 32.000 Bewohnern.
Marovoay war von 1690 bis 1745 Hauptstadt des Sakalavareichs Boina. 1824 eroberten die Merina den Ort. Doch bereits 1840 ersetzten die Franzosen die Merina als Herren der Stadt. Somit war die Stadt 120 Jahre französischer Kolonialbesitz.
Der Name der Stadt bedeutet: Ort, wo es viele Krokodile gibt.
Marovoay befindet sich 41 km vom Nationalpark Ankarafantsika.
Koordinaten: 16° 7′ S, 46° 39′ O